# Olaszország közigazgatása
Olaszország közigazgatását az Alkotmány 114. cikkelye szabályozza, amely kimondja, hogy az Olasz Köztársaság: „községekből, megyékből, nagyvárosokból, régiókból és az államból áll. A községek, megyék, nagyvárosok és régiók önálló egységek, amelyek saját statútumokkal, hatáskörökkel és feladatokkal rendelkeznek, az Alkotmányban meghatározott elvekkel összhangban”.

## Olaszországi közigazgatási egységek

Olaszország közigazgatási felosztása

### Comune
A legkisebb önálló adminisztrációval rendelkező közigazgatási egység a község (olaszul comune, comuni), melynek választott vezetője a polgármester (olaszul sindaco), döntéshozó testülete pedig a helyi tanács (olaszul consiglio comunale). A végrehajtó testület a giunta comunale, melynek tagja a polgármester, a városi tanács elnöke, valamint kijelölt szakértők.
A község székhelyének neve olaszul capoluogo. A község nevét rendszerint a székhely neve adja.
A községet rendszerint több kisebb település vagy településrész, azaz frazione alkotja. Ezek egybeépült, de szétszórtan elhelyezkedő települések is lehetnek. Dél-Olaszország gyéren lakott vidékein gyakoriak a szétszórt frazionékból álló községek, míg Észak-Olaszországban a helyzet általában fordított, azaz a községet alkotó települések szorosan egybenőttek. A frazionék száma egy községen belül változó, léteznek csupán egy településből álló községek is, mint például a nagyvárosok (Milánó, Nápoly, Torino stb.). A községek lakosságszáma és területe is változó. A legnagyobb kiterjedésű és legnagyobb népességű község Róma (1285,30 km²; 2 546 804 lakos). A legkisebb község Fiera di Primiero, melynek területe mindössze 0,10 km². A legkevesebben Morterone községet lakják, mindössze 33-an. A 2001-es népszámlálási adatok szerint Olaszországban 8101 község létezik.

#### Città d’Italia
A 2000-ben kiadott 267-es törvény 18. cikkelye értelmében a kiemelkedő jelentőségű és történelmi fontosságú községek a belügyminiszter előterjesztésére, elnöki rendeletben megkaphatják a városi címet (città). Ez a törvény korábbi törvények módosításával jött létre, melyek már 1861-től, az egységes olasz állam kialakulásától kezdve szabályozták a városi cím adományozását. Az 1861 előtt már városi címmel rendelkező települések megtartották azt. A városi cím nem jelent semmiféle közigazgatási változást, pusztán ceremoniális jellegű. A városok címereit minden esetben korona díszíti.

### Provincia
A megye (olasz nyelven provincia) több község által alkotott közigazgatási egység, NUTS-3 szintű egységnek felel meg. Jelenleg 110 megye létezik. A megyék saját adminisztrációval rendelkeznek. A nagyvárosok esetében a megye általában magába foglalja az adott nagyváros agglomerációs zónáját (olaszul area metropolitana), mint például Róma esetében, ez alól kivételek is léteznek, mint például Nápoly, melynek agglomerációs zónája kiterjed a szomszédos megyék területére is. Olaszország legnépesebb megyéje Milánó megye 4 472 264 lakossal, ezzel szemben Ogliastra megyének mindössze 58 389 lakosa van. Kiterjedés szempontjából a legnagyobb Bolzano megye (7399,97 km²), a legkisebb pedig Trieszt megye (211,82 km²). A megyék nevüket a megyeszékhely után kapták.

### Città metropolitana
A Città metropolitana egy olasz közigazgatási egység, amely jelenleg még nem teljes egészében szabályozott. Először az 1990. június 8-i 142. törvényben jelenik meg, majd 2001-ben bekerül az alkotmány 114. szakaszába, Egyelőre csak elméletben létezik, gyakorlati jelentősége még nincs.
Egy città metropolitana magába foglalja a nagyvárost és a hozzá gazdaságilag, szociálisan, kulturálisan stb. szorosan kötődő községeket.
Jelenleg città metropolitana:
- Bari
- Bologna
- Firenze
- Genova
- Milánó
- Nápoly
- Torino
- Reggio Calabria
- Róma
- Velence
- Cagliari
- Catania
- Messina
- Palermo
- Trieszt

### Regione
Olaszországnak 1970-től húsz régiója (olaszul regione) van, amelyek NUTS-2 szintű egységeknek felelnek meg. A régió döntéshozó testülete a regionális tanács (olaszul consiglio regionale), a végrehajtó testület pedig a giunta comunale, melyet az elnök vezet (presidente). Öt régió különleges státusszal rendelkezik, elsősorban az ott élő nemzeti kisebbségek jogainak biztosítása céljából: Friuli-Venezia Giulia, Szardínia, Szicília, Trentino-Alto Adige és Valle d’Aosta. A régiók törvényhozási, adminisztratív és pénzügyi autonómiával rendelkeznek. Az államvezetés a regionális biztosok (olaszul commissari del governo) révén felügyeli régiókat. Valle d’Aosta kivételével a régiók megyékre (provincia) oszlanak.
| Régió                 | Székhely  | Zászló                |                    | Régió    | Székhely                    | Zászló          |
| --------------------- | --------- | --------------------- | ------------------ | -------- | --------------------------- | --------------- |
| Abruzzo               | L’Aquila  | Abruzzo zászlaja      |                    | Molise   | Campobasso                  | Molise zászlaja |
| Basilicata            | Potenza   | Basilicata zászlaja   | Piemont            | Torino   | Piemont zászlaja            |                 |
| Calabria              | Catanzaro | Calabria zászlaja     | Puglia             | Bari     | Apulia zászlaja             |                 |
| Campania              | Nápoly    | Campania zászlaja     | Szardínia          | Cagliari | Szardínia zászlaja          |                 |
| Emilia-Romagna        | Bologna   |                       | Szicília           | Palermo  | Szicília zászlaja           |                 |
| Friuli-Venezia Giulia | Trieszt   | Friuli-Venezia Giulia | Toszkána           | Firenze  | Toszkána zászlaja           |                 |
| Lazio                 | Róma      | Lazio zászlaja        | Trentino-Dél-Tirol | Trento   | Trentino-Dél-Tirol zászlaja |                 |
| Liguria               | Genova    | Liguria zászlaja      | Umbria             | Perugia  | Umbria zászlaja             |                 |
| Lombardia             | Milánó    | Lombardia zászlaja    | Valle d’Aosta      | Aosta    | Valle d’Aosta zászlaja      |                 |
| Marche                | Ancona    | Marche zászlaja       | Veneto             | Velence  | Veneto zászlaja             |                 |

### Gruppi di regioni
A régiócsoportok (olaszul gruppi di regioni) szupra-regionális egységek, melyek a NUTS-1 szintnek felelnek meg. Statisztikai célok miatt hozták létre őket földrajzi, gazdaságpolitikai és történelmi kritériumok alapján. Nem rendelkeznek önálló adminisztrációval. Öt régiócsoport létezik: Északnyugat-Olaszország, Északkelet-Olaszország, Közép-Olaszország, Dél-Olaszország, Sziget-Olaszország.

## Olaszországi NUTS-szintek
| NUTS 1                  | NUTS 1 | NUTS 2                | NUTS 2      | NUTS 3                     | NUTS 3 |
| Régiócsoport            | Kód    | Régió                 | Kód         | Megye                      | Kód    |
| ----------------------- | ------ | --------------------- | ----------- | -------------------------- | ------ |
| Északnyugat-Olaszország | ITC    | Piemont               | ITC1        | Torino megye               | ITC11  |
| Északnyugat-Olaszország | ITC    | Piemont               | ITC1        | Vercelli megye             | ITC12  |
| Északnyugat-Olaszország | ITC    | Piemont               | ITC1        | Biella megye               | ITC13  |
| Északnyugat-Olaszország | ITC    | Piemont               | ITC1        | Verbano-Cusio-Ossola megye | ITC14  |
| Északnyugat-Olaszország | ITC    | Piemont               | ITC1        | Novara megye               | ITC15  |
| Északnyugat-Olaszország | ITC    | Piemont               | ITC1        | Cuneo megye                | ITC16  |
| Északnyugat-Olaszország | ITC    | Piemont               | ITC1        | Asti megye                 | ITC17  |
| Északnyugat-Olaszország | ITC    | Piemont               | ITC1        | Alessandria megye          | ITC18  |
| Északnyugat-Olaszország | ITC    | Valle d’Aosta         | ITC2        | Valle d’Aosta              | ITC20  |
| Északnyugat-Olaszország | ITC    | Liguria               | ITC3        | Imperia megye              | ITC31  |
| Északnyugat-Olaszország | ITC    | Liguria               | ITC3        | Savona megye               | ITC32  |
| Északnyugat-Olaszország | ITC    | Liguria               | ITC3        | Genova megye               | ITC33  |
| Északnyugat-Olaszország | ITC    | Liguria               | ITC3        | La Spezia megye            | ITC34  |
| Északnyugat-Olaszország | ITC    | Lombardia             | ITC4        | Varese megye               | ITC41  |
| Északnyugat-Olaszország | ITC    | Lombardia             | ITC4        | Como megye                 | ITC42  |
| Északnyugat-Olaszország | ITC    | Lombardia             | ITC4        | Lecco megye                | ITC43  |
| Északnyugat-Olaszország | ITC    | Lombardia             | ITC4        | Sondrio megye              | ITC44  |
| Északnyugat-Olaszország | ITC    | Lombardia             | ITC4        | Milánó megye               | ITC45  |
| Északnyugat-Olaszország | ITC    | Lombardia             | ITC4        | Bergamo megye              | ITC46  |
| Északnyugat-Olaszország | ITC    | Lombardia             | ITC4        | Brescia megye              | ITC47  |
| Északnyugat-Olaszország | ITC    | Lombardia             | ITC4        | Pavia megye                | ITC48  |
| Északnyugat-Olaszország | ITC    | Lombardia             | ITC4        | Lodi megye                 | ITC49  |
| Északnyugat-Olaszország | ITC    | Lombardia             | ITC4        | Cremona megye              | ITC4A  |
| Északnyugat-Olaszország | ITC    | Lombardia             | ITC4        | Mantova megye              | ITC4B  |
| Északkelet-Olaszország  | ITD    | Trentino-Alto Adige   | ITD1 / ITD2 | Bolzano autonóm megye      | ITD10  |
| Északkelet-Olaszország  | ITD    | Trentino-Alto Adige   | ITD1 / ITD2 | Trento autonóm megye       | ITC20  |
| Északkelet-Olaszország  | ITD    | Veneto                | ITD3        | Verona megye               | ITC31  |
| Északkelet-Olaszország  | ITD    | Veneto                | ITD3        | Vicenza megye              | ITC32  |
| Északkelet-Olaszország  | ITD    | Veneto                | ITD3        | Belluno megye              | ITC33  |
| Északkelet-Olaszország  | ITD    | Veneto                | ITD3        | Treviso megye              | ITC34  |
| Északkelet-Olaszország  | ITD    | Veneto                | ITD3        | Velence megye              | ITC35  |
| Északkelet-Olaszország  | ITD    | Veneto                | ITD3        | Padova megye               | ITC36  |
| Északkelet-Olaszország  | ITD    | Veneto                | ITD3        | Rovigo megye               | ITC37  |
| Északkelet-Olaszország  | ITD    | Friuli-Venezia Giulia | ITD4        | Pordenone megye            | ITD41  |
| Északkelet-Olaszország  | ITD    | Friuli-Venezia Giulia | ITD4        | Udine megye                | ITD42  |
| Északkelet-Olaszország  | ITD    | Friuli-Venezia Giulia | ITD4        | Gorizia megye              | ITD43  |
| Északkelet-Olaszország  | ITD    | Friuli-Venezia Giulia | ITD4        | Trieszt megye              | ITD44  |
| Északkelet-Olaszország  | ITD    | Emilia-Romagna        | ITD5        | Piacenza megye             | ITD51  |
| Északkelet-Olaszország  | ITD    | Emilia-Romagna        | ITD5        | Parma megye                | ITD52  |
| Északkelet-Olaszország  | ITD    | Emilia-Romagna        | ITD5        | Reggio Emilia megye        | ITD53  |
| Északkelet-Olaszország  | ITD    | Emilia-Romagna        | ITD5        | Modena megye               | ITD54  |
| Északkelet-Olaszország  | ITD    | Emilia-Romagna        | ITD5        | Bologna megye              | ITD55  |
| Északkelet-Olaszország  | ITD    | Emilia-Romagna        | ITD5        | Ferrara megye              | ITD56  |
| Északkelet-Olaszország  | ITD    | Emilia-Romagna        | ITD5        | Ravenna megye              | ITD57  |
| Északkelet-Olaszország  | ITD    | Emilia-Romagna        | ITD5        | Forlì-Cesena megye         | ITD58  |
| Északkelet-Olaszország  | ITD    | Emilia-Romagna        | ITD5        | Rimini megye               | ITD59  |
| Közép-Olaszország       | ITE    | Toszkána              | ITE1        | Massa-Carrara megye        | ITE11  |
| Közép-Olaszország       | ITE    | Toszkána              | ITE1        | Lucca megye                | ITE12  |
| Közép-Olaszország       | ITE    | Toszkána              | ITE1        | Pistoia megye              | ITE13  |
| Közép-Olaszország       | ITE    | Toszkána              | ITE1        | Firenze megye              | ITE14  |
| Közép-Olaszország       | ITE    | Toszkána              | ITE1        | Prato megye                | ITE15  |
| Közép-Olaszország       | ITE    | Toszkána              | ITE1        | Livorno megye              | ITE16  |
| Közép-Olaszország       | ITE    | Toszkána              | ITE1        | Pisa megye                 | ITE17  |
| Közép-Olaszország       | ITE    | Toszkána              | ITE1        | Arezzo megye               | ITE18  |
| Közép-Olaszország       | ITE    | Toszkána              | ITE1        | Siena megye                | ITE19  |
| Közép-Olaszország       | ITE    | Toszkána              | ITE1        | Grosseto megye             | ITE1A  |
| Közép-Olaszország       | ITE    | Umbria                | ITE2        | Perugia megye              | ITE21  |
| Közép-Olaszország       | ITE    | Umbria                | ITE2        | Terni megye                | ITE22  |
| Közép-Olaszország       | ITE    | Marche                | ITE3        | Pesaro és Urbino megye     | ITE31  |
| Közép-Olaszország       | ITE    | Marche                | ITE3        | Ancona megye               | ITE32  |
| Közép-Olaszország       | ITE    | Marche                | ITE3        | Macerata megye             | ITE33  |
| Közép-Olaszország       | ITE    | Marche                | ITE3        | Ascoli Piceno megye        | ITE34  |
| Közép-Olaszország       | ITE    | Lazio                 | ITE4        | Viterbo megye              | ITE41  |
| Közép-Olaszország       | ITE    | Lazio                 | ITE4        | Rieti megye                | ITE42  |
| Közép-Olaszország       | ITE    | Lazio                 | ITE4        | Róma megye                 | ITE43  |
| Közép-Olaszország       | ITE    | Lazio                 | ITE4        | Latina megye               | ITE44  |
| Közép-Olaszország       | ITE    | Lazio                 | ITE4        | Frosinone megye            | ITE45  |
| Dél-Olaszország         | ITF    | Abruzzo               | ITF1        | L’Aquila megye             | ITF11  |
| Dél-Olaszország         | ITF    | Abruzzo               | ITF1        | Teramo megye               | ITF12  |
| Dél-Olaszország         | ITF    | Abruzzo               | ITF1        | Pescara megye              | ITF13  |
| Dél-Olaszország         | ITF    | Abruzzo               | ITF1        | Chieti megye               | ITF14  |
| Dél-Olaszország         | ITF    | Molise                | ITF2        | Isernia megye              | ITF21  |
| Dél-Olaszország         | ITF    | Molise                | ITF2        | Campobasso megye           | ITF22  |
| Dél-Olaszország         | ITF    | Campania              | ITF3        | Caserta megye              | ITF31  |
| Dél-Olaszország         | ITF    | Campania              | ITF3        | Benevento megye            | ITF32  |
| Dél-Olaszország         | ITF    | Campania              | ITF3        | Nápoly megye               | ITF33  |
| Dél-Olaszország         | ITF    | Campania              | ITF3        | Avellino megye             | ITF34  |
| Dél-Olaszország         | ITF    | Campania              | ITF3        | Salerno megye              | ITF35  |
| Dél-Olaszország         | ITF    | Puglia                | ITF4        | Foggia megye               | ITF41  |
| Dél-Olaszország         | ITF    | Puglia                | ITF4        | Bari megye                 | ITF42  |
| Dél-Olaszország         | ITF    | Puglia                | ITF4        | Taranto megye              | ITF43  |
| Dél-Olaszország         | ITF    | Puglia                | ITF4        | Brindisi megye             | ITF44  |
| Dél-Olaszország         | ITF    | Puglia                | ITF4        | Lecce megye                | ITF45  |
| Dél-Olaszország         | ITF    | Basilicata            | ITF5        | Potenza megye              | ITF51  |
| Dél-Olaszország         | ITF    | Basilicata            | ITF5        | Matera megye               | ITF52  |
| Dél-Olaszország         | ITF    | Calabria              | ITF6        | Cosenza megye              | ITF61  |
| Dél-Olaszország         | ITF    | Calabria              | ITF6        | Crotone megye              | ITF62  |
| Dél-Olaszország         | ITF    | Calabria              | ITF6        | Catanzaro megye            | ITF63  |
| Dél-Olaszország         | ITF    | Calabria              | ITF6        | Vibo Valentia megye        | ITF64  |
| Dél-Olaszország         | ITF    | Calabria              | ITF6        | Reggio Calabria megye      | ITF65  |
| Sziget-Olaszország      | ITG    | Szicília              | ITG1        | Trapani megye              | ITG11  |
| Sziget-Olaszország      | ITG    | Szicília              | ITG1        | Palermo megye              | ITG12  |
| Sziget-Olaszország      | ITG    | Szicília              | ITG1        | Messina megye              | ITG13  |
| Sziget-Olaszország      | ITG    | Szicília              | ITG1        | Agrigento megye            | ITG14  |
| Sziget-Olaszország      | ITG    | Szicília              | ITG1        | Caltanissetta megye        | ITG15  |
| Sziget-Olaszország      | ITG    | Szicília              | ITG1        | Enna megye                 | ITG16  |
| Sziget-Olaszország      | ITG    | Szicília              | ITG1        | Catania megye              | ITG17  |
| Sziget-Olaszország      | ITG    | Szicília              | ITG1        | Ragusa megye               | ITG18  |
| Sziget-Olaszország      | ITG    | Szicília              | ITG1        | Siracusa megye             | ITG19  |
| Sziget-Olaszország      | ITG    | Szardínia             | ITG2        | Sassari megye              | ITG21  |
| Sziget-Olaszország      | ITG    | Szardínia             | ITG2        | Nuoro megye                | ITG22  |
| Sziget-Olaszország      | ITG    | Szardínia             | ITG2        | Oristano megye             | ITG23  |
| Sziget-Olaszország      | ITG    | Szardínia             | ITG2        | Cagliari megye             | ITG24  |